# Xiahe
| Tibetische Bezeichnung                    |
| ----------------------------------------- |
| Tibetische Schrift: བསང་ཆུ་རྫོང་             |
| Wylie-Transliteration: bsang chu rdzong   |
| Offizielle Transkription der VRCh: Sangqu |
| THDL-Transkription: Sangchu               |
| Chinesische Bezeichnung                   |
| Traditionell: 夏河縣                      |
| Vereinfacht: 夏河县                       |
| Pinyin:Xiàhé Xiàn                         |

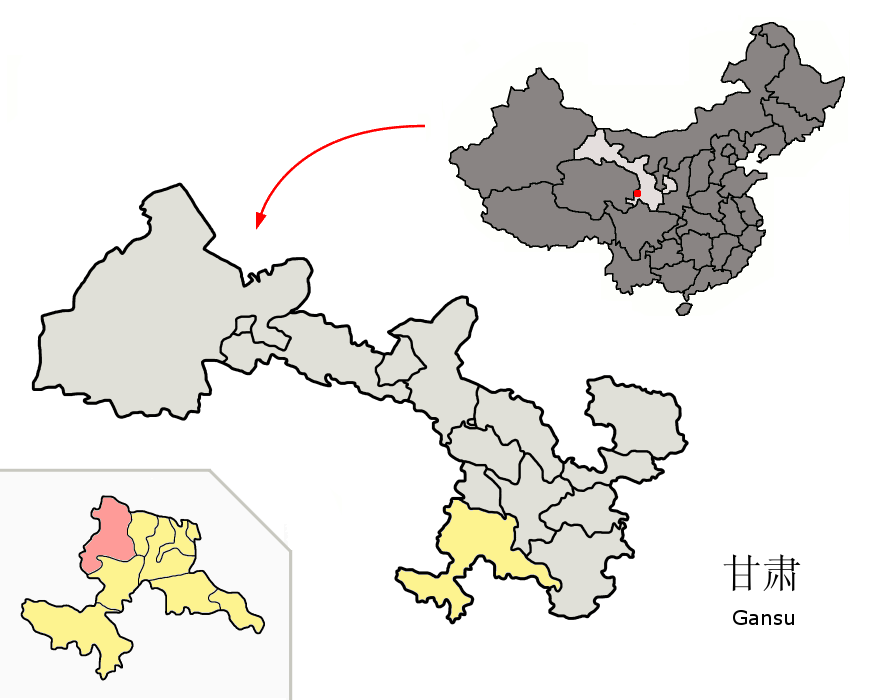
Lage von Xiahe in Gansu

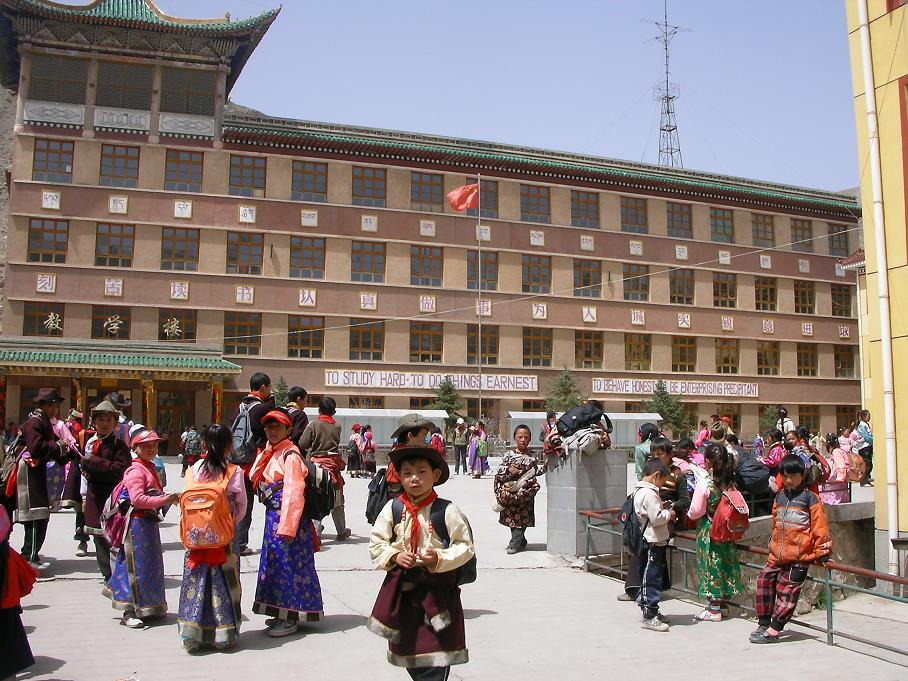
Schule in Xiahe

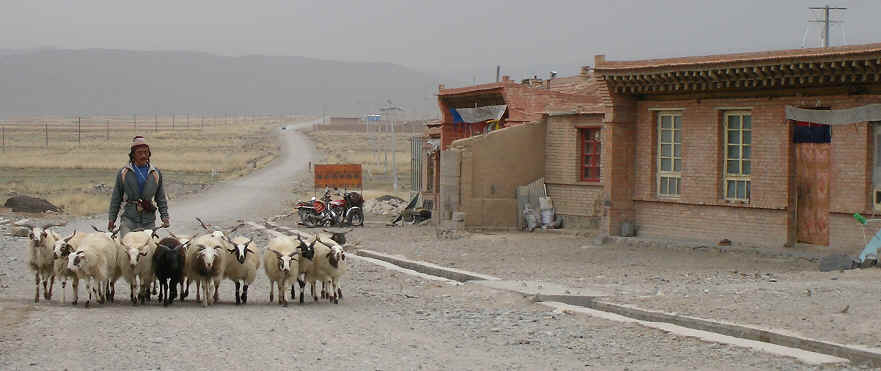
Dorfszene nördlich von Xiahe

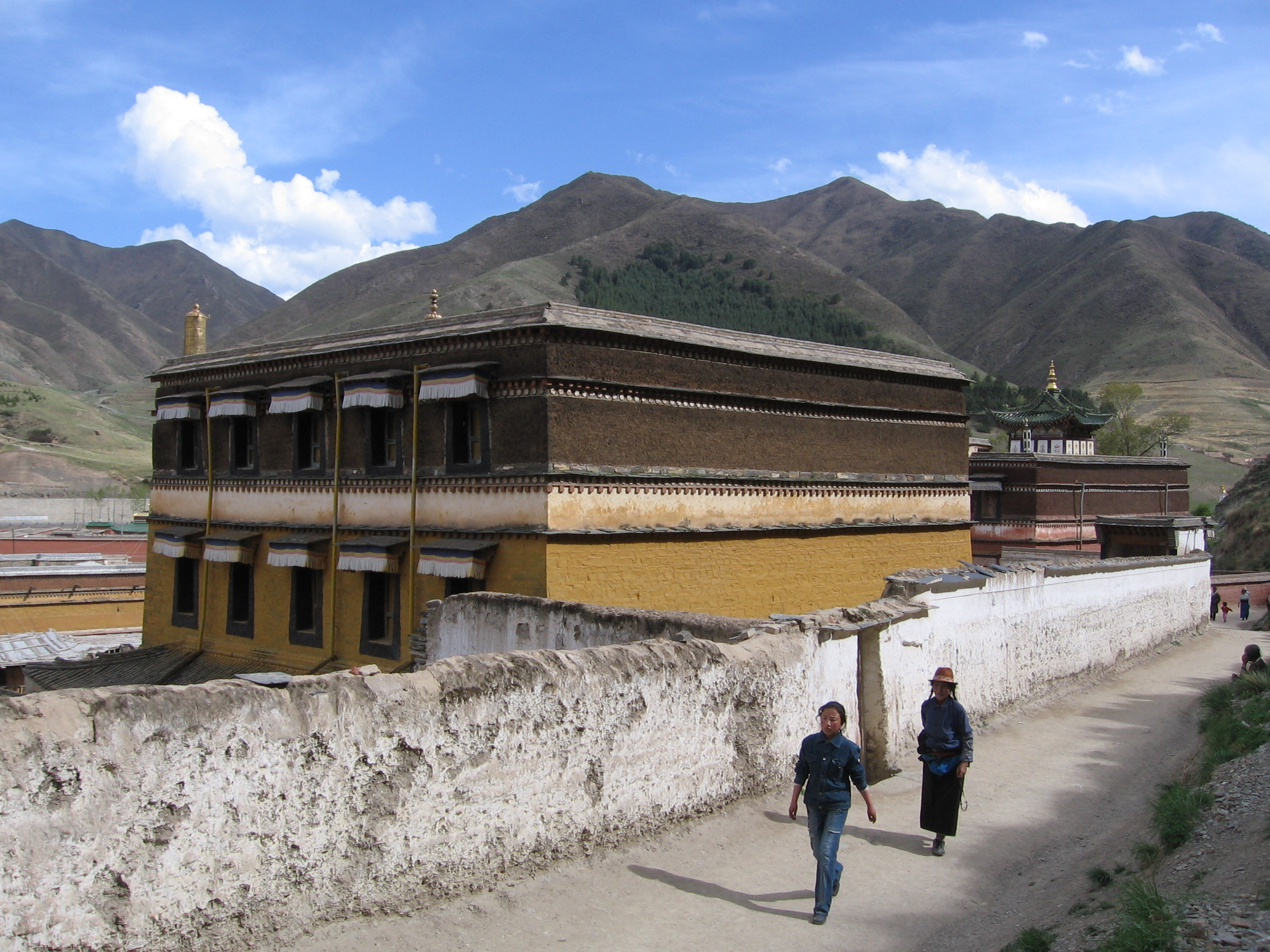
Kloster Labrang

Der Kreis Xiahe des Autonomen Bezirks Gannan der Tibeter liegt im Südosten der chinesischen Provinz Gansu. Er hat eine Fläche von 6.339 km² und zählt 90.300 Einwohner (Stand: Ende 2018). Sein Hauptort ist die Großgemeinde Labrang (拉卜楞镇).
Das Labrang-Kloster und die Stätte der Stadt Bajiaocheng (Bajiaocheng chengzhi 八角城城址) aus der Zeit der Tang-Dynastie bis Ming-Dynastie stehen auf der Liste der Denkmäler der Volksrepublik China.

## Administrative Gliederung
Auf Gemeindeebene setzt sich der Kreis aus einer Großgemeinde und vierzehn Gemeinden zusammen.
Diese sind (Pinyin/chin.):
- Großgemeinde Labuleng 拉卜楞镇

- Gemeinde Sangke 桑科乡
- Gemeinde Jiujia 九甲乡
- Gemeinde Ganjia 甘加乡
- Gemeinde Damai 达麦乡
- Gemeinde Wangge'ertang 王格尔塘乡
- Gemeinde Madang 麻当乡
- Gemeinde Qu'ao 曲奥乡
- Gemeinde Tangga 唐尕昂乡
- Gemeinde Zhayou 扎油乡
- Gemeinde Bola 博拉乡
- Gemeinde Jicang 吉仓乡
- Gemeinde Amuquhu 阿木去乎乡
- Gemeinde Yaliji 牙利吉乡
- Gemeinde Kecai 科才乡

## Ethnische Gliederung der Bevölkerung (2000)
Beim Zensus im Jahr 2000 hatte Xiahe 77.262 Einwohner.
| Name des Volkes | Einwohner | Anteil  |
| --------------- | --------- | ------- |
| Tibeter         | 60.681    | 78,54 % |
| Han             | 10.964    | 14,19 % |
| Hui             | 5.274     | 6,83 %  |
| Salar           | 161       | 0,21 %  |
| Bai             | 39        | 0,05 %  |
| Bonan           | 37        | 0,05 %  |
| Dongxiang       | 33        | 0,04 %  |
| Mongolen        | 31        | 0,04 %  |
| Uiguren         | 17        | 0,02 %  |
| Tu              | 9         | 0,01 %  |
| Yi              | 6         | 0,01 %  |
| Sonstige        | 10        | 0,01 %  |